# 인피니티 M
인피니티 M(Infiniti M)은 닛산 자동차의 고급 브랜드인 인피니티에서 판매되는 대형 승용차이다. Q45가 2006년에 단종됨에 따라 현재는 인피니티의 플래그십 역할도 하고 있으며, 2014년부터 인피니티의 새 작명법에 따라 차명이 Q70로 변경되었다.

## 1세대(F31)

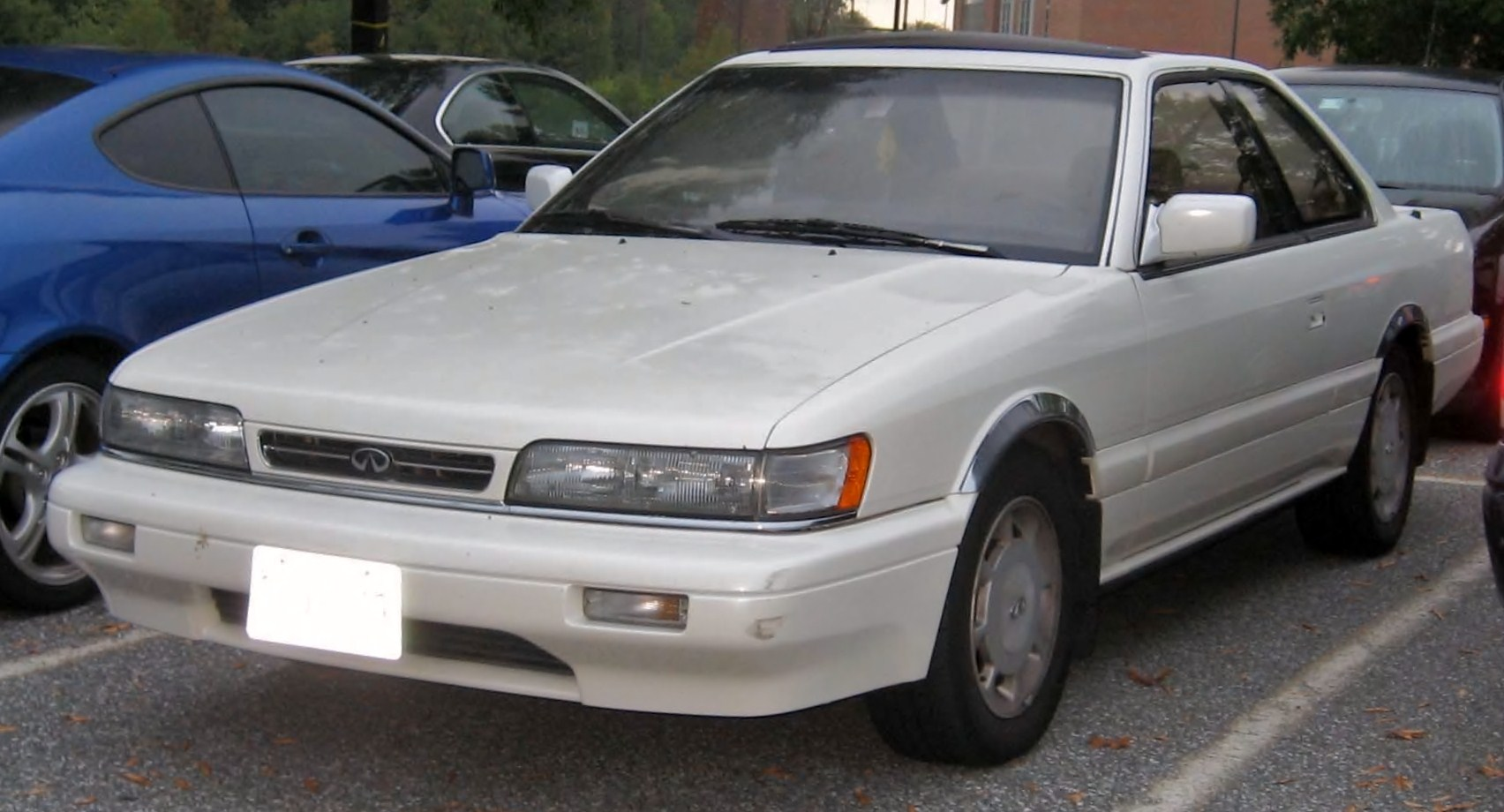
인피니티 M(쿠페) 정측면

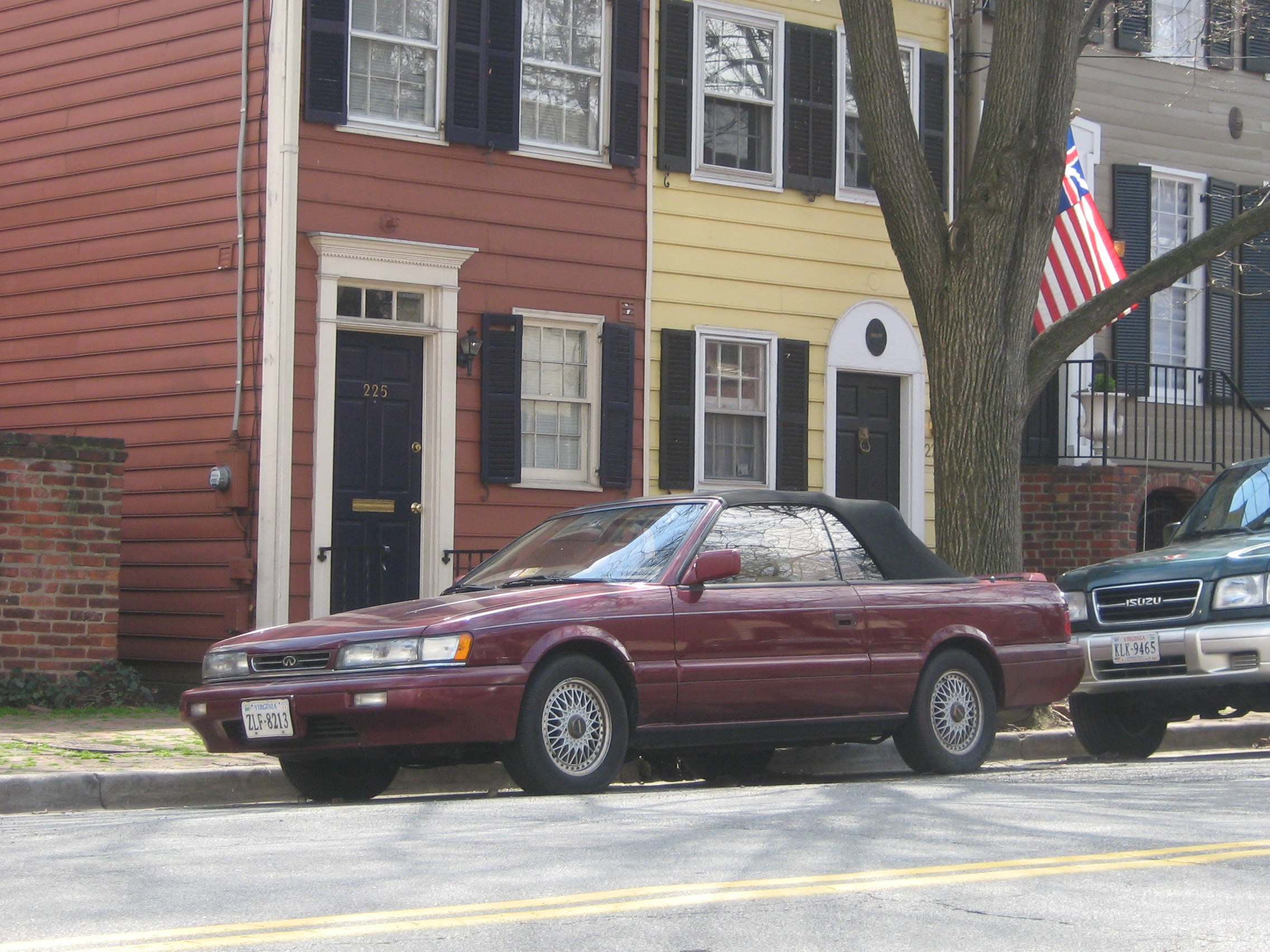
인피니티 M(컨버터블) 정측면

현재는 세단만 존재하나, 처음에는 쿠페로 선보였다. 1989년에 인피니티의 출범에 맞추어 Q45와 함께 선보인 인피니티 최초의 쿠페이다. Q45가 새롭게 개발되어 출시된 것과 달리, 일본에서 팔리던 닛산 레파드(F31)에 뱃지 엔지니어링을 거친 것이다. V6 3.0ℓ VG30E 가솔린 엔진만 장착되었다. 1991년에는 컨버터블도 추가되었다. 선루프를 비롯하여 웬만한 편의 사양이 대거 기본 적용되었기 때문에 메이커 옵션이 존재하지 않았다. 소나 서스펜션 Ⅱ가 적용되었는데, 앞 범퍼에 장착된 소나 모듈이 노면을 스캔하여 서스펜션이 조절되었다. 이를 통해 스포츠 모드와 컴포트 모드를 선택할 수 있었다. 1992년에 단종되었고, 가장 적게 팔린 인피니티의 차종이다. 이후 인피니티에서는 2002년에 G 쿠페(V35)가, 2008년에 G 컨버터블(V36)이 선보였다.

## 2세대(Y34)

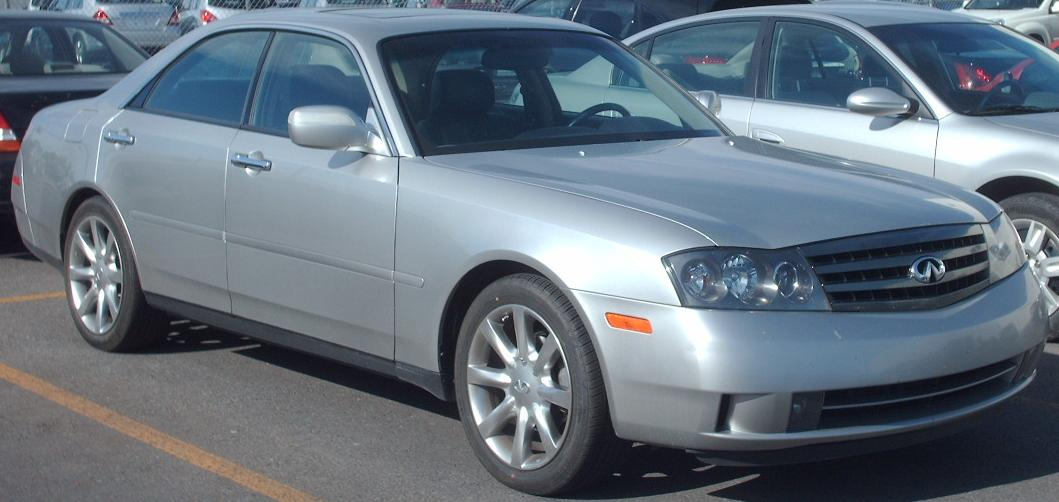
인피니티 M 정측면

2002년에 개최된 뉴욕 국제 오토쇼에 출품되어 2003년부터 판매가 시작되었다. 10여년 만에 부활하여 1세대의 개념에서 크게 바뀌었고, 차명 외에는 사실상 연결 고리가 없다. 닛산 세드릭(Y34) 및 닛산 글로리아(Y34)와 동일 차종이며, 렉서스 GS를 웃도는 성능을 위하여 V8 4.5ℓ VK45DE 가솔린 엔진이 장착되었다. 대시보드는 닛산 세드릭(Y34) 및 닛산 글로리아(Y34)와 같은 것이 아닌 Q45(F50)와 비슷한 디자인의 독자적인 것이 적용되었다. 경쟁 차종에 비하여 수수한 인상 때문에 북아메리카에서는 악평을 받아 판매 부진에 시달렸다.

## 3세대(Y50)

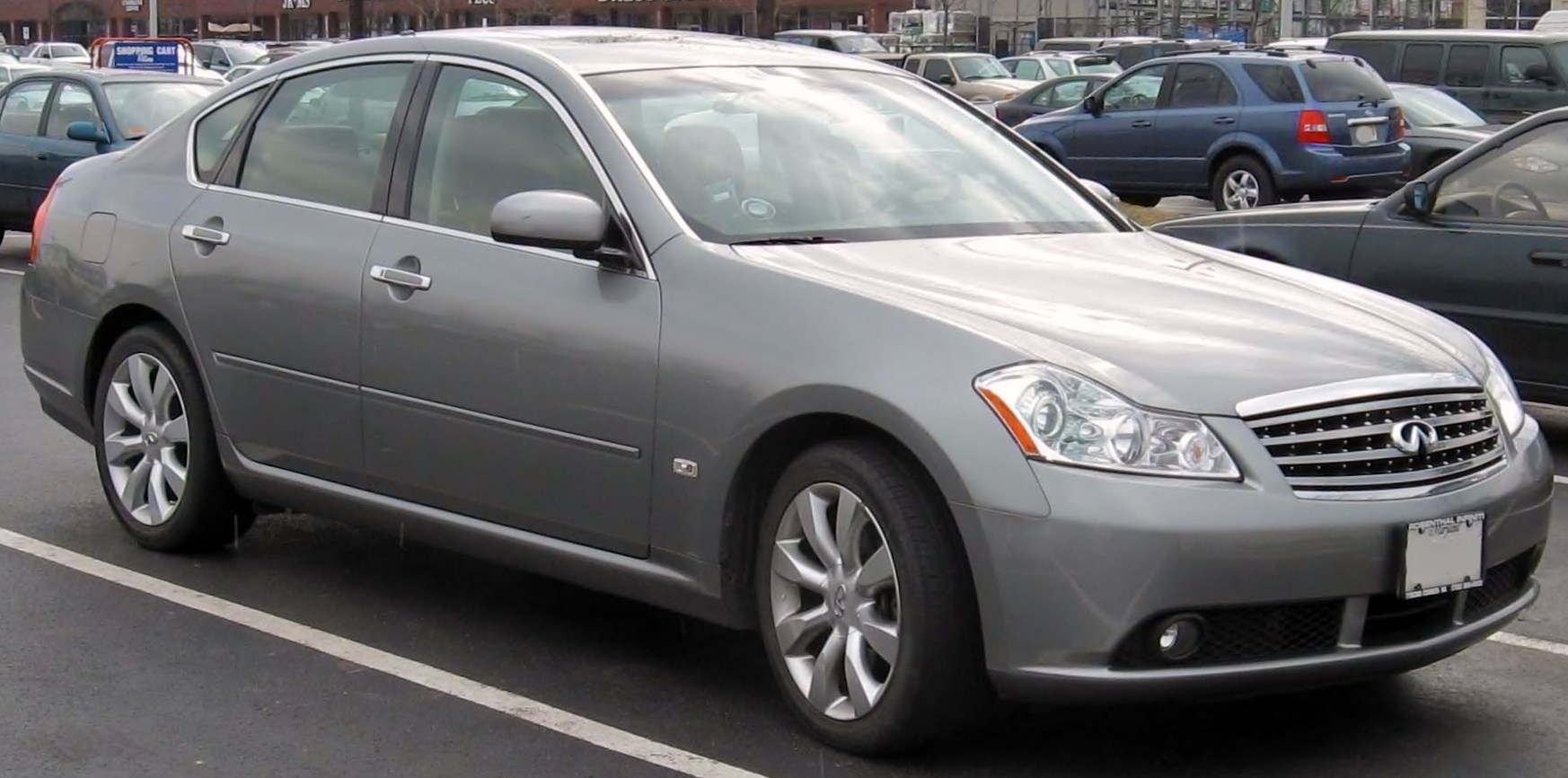
인피니티 M(전기형) 정측면

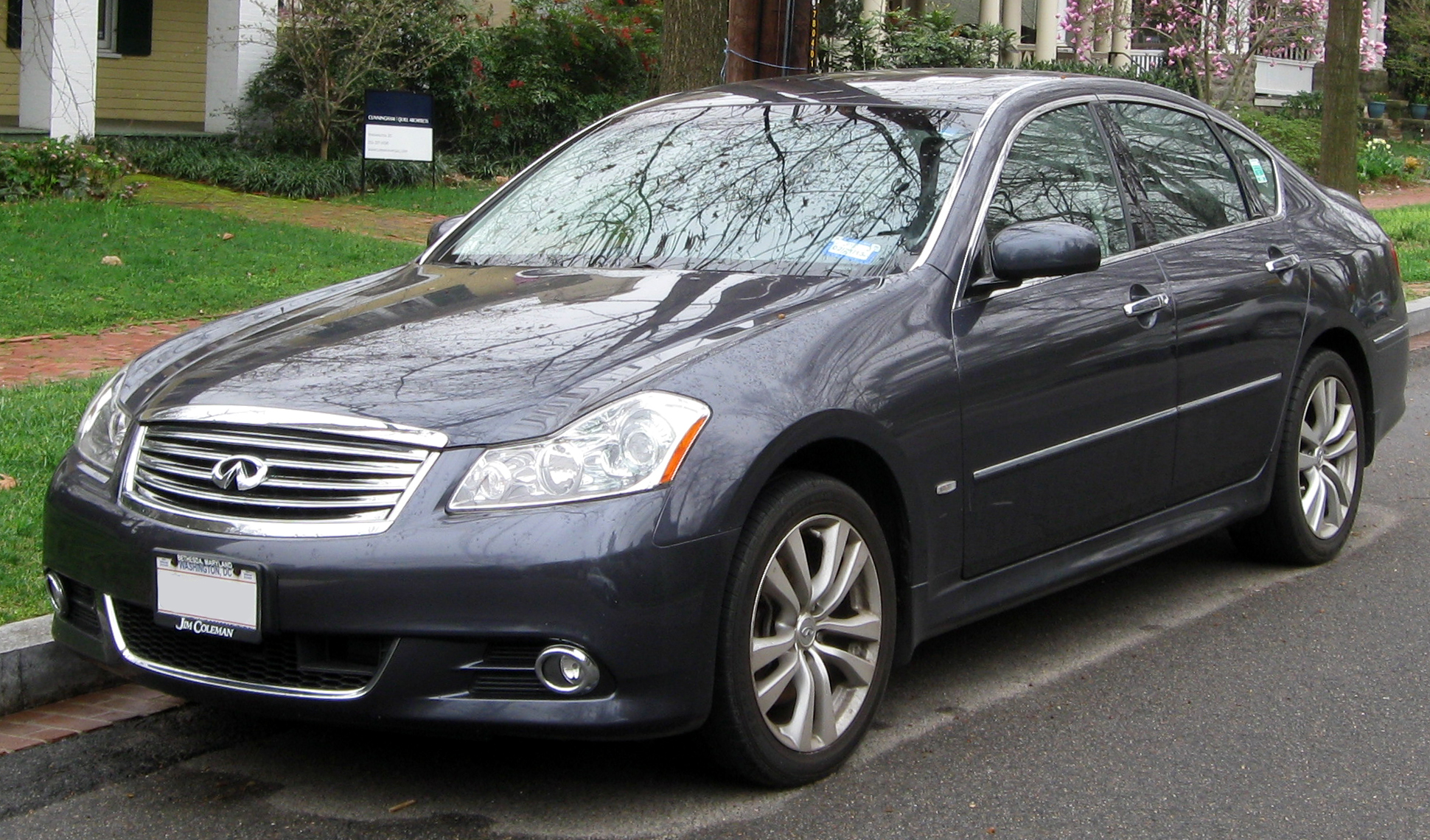
인피니티 M(후기형) 후측면

2005년에 풀 모델 체인지를 거쳤다. 2004년에 출시된 닛산 푸가(Y50)의 인피니티 버전으로, V6 3.5ℓ VQ35DE 가솔린 엔진과 V8 4.5ℓ VK45DE 가솔린 엔진이 장착되었다. 이 때문에 Q45 구매층까지 흡수하여 Q45가 일찍 단종하게 되었다. 미국의 컨슈머 리포트와 파퓰러 메카닉스 잡지, TV 프로그램인 모터 위크 등에서 렉서스와 BMW, 메르세데스-벤츠, 아우디 등의 경쟁 차종을 제쳐 최고의 평가를 얻었다. 2007년에 페이스 리프트를 거쳐 디자인이 소폭 변경되었고, V8 4.5ℓ VK45DE 가솔린 엔진 장착 사양에 4륜구동이 적용된 M45x가 추가되었다. 2008년에는 V6 3.5ℓ VQ35HR 가솔린 엔진이 새롭게 장착되어 후륜구동에 한하여 7단 자동변속기가 조합되었고, 그 외에는 5단 자동변속기가 계속 조합되었다. 중국에서는 일본에서와 같은 닛산 푸가로 판매되고 있었으나, 2007년에 인피니티 런칭에 따라 이관되었다. 대한민국에서는 2005년부터 공식 수입되기 시작하였다.

## 4세대(Y51)

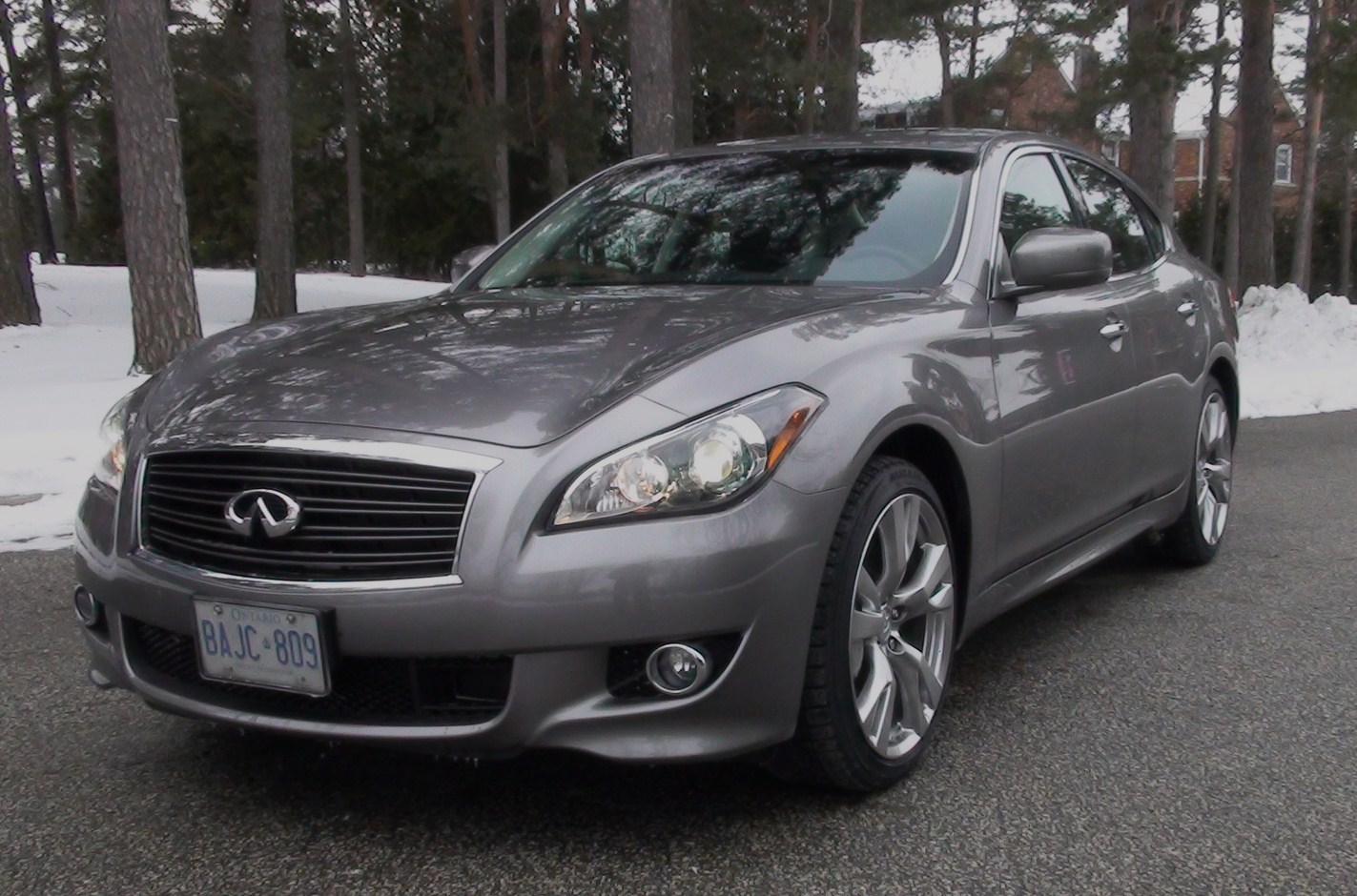
인피니티 M 정측면

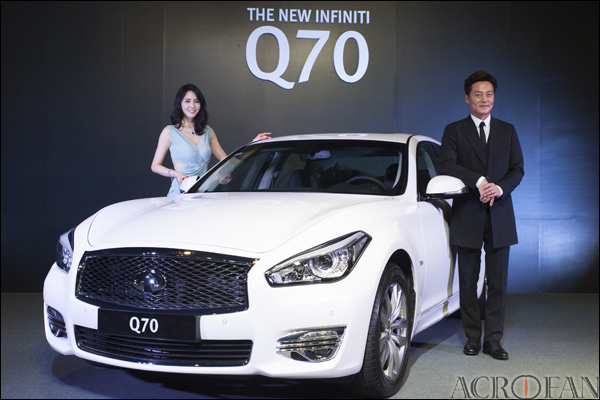
인피니티 Q70(후기형) 후측면

2010년부터 판매가 시작되었다. 닛산 푸가(Y51)와 동일 차종으로, V6 3.7ℓ VQ37VHR 가솔린 엔진과 새로 개발된 V8 5.6ℓ VK56VD 가솔린 엔진이 장착되었다. 대한민국과 유럽에는 르노의 V6 3.0ℓ V9X 디젤 엔진이 장착된 M30d도 판매했으나, 유로6 이후 대한민국에서 V6 3.0 디젤은 단종됐다. 2012년에 개최된 베이징 모터쇼에서 하이브리드 시스템을 갖춘 롱 휠 베이스 사양인 M35hL(이후 Q70L로 변경)이 발표되었는데, 이것은 일본에서 발표된 닛산 시마(Y51)의 인피니티 버전이다. 2014년부터 북아메리카를 시작으로, 인피니티의 새 작명법에 따라 차명이 M에서 Q70으로 변경되었다. 차명이 변경된 이후에 페이스리프트를 거쳐 디자인이 소폭 변경되었다. 대한민국에서는 M30d, M35h, M37 등 M으로 판매되다가 2015년에 페이스리프트를 거칠 때 Q70으로 변경되었다. 2015년 4월에 개최된 서울 모터쇼에서 페이스리프트를 거친 롱 휠 베이스 사양인 Q70L이 전시되었으나, 시판은 하지 않았다. 대한민국에서는 V8 5.6 가솔린도 단종되어 V6 3.7 DOHC 하나만 판매하고 있다가, 2019년에 대한민국 판매가 중지됐다.

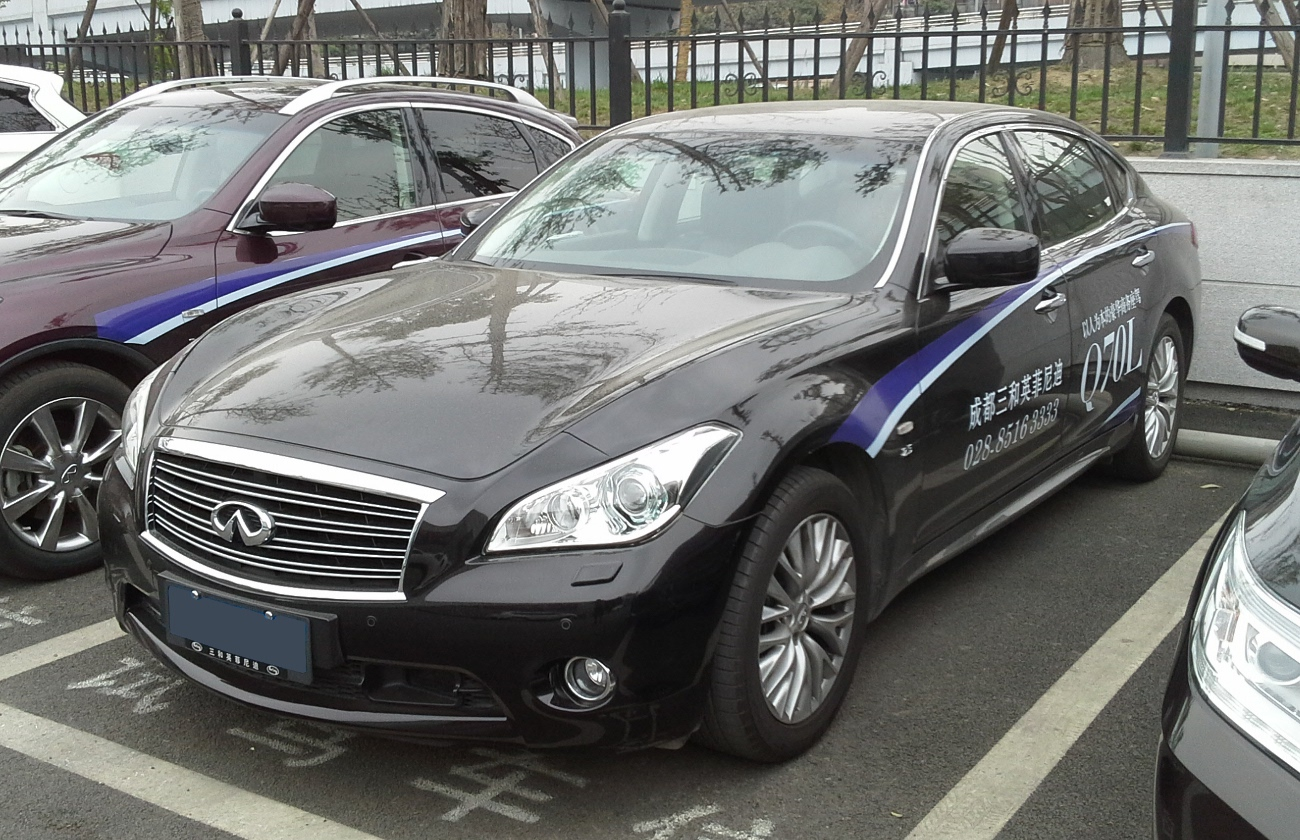
인피니티 Q70L(전기형) 정측면
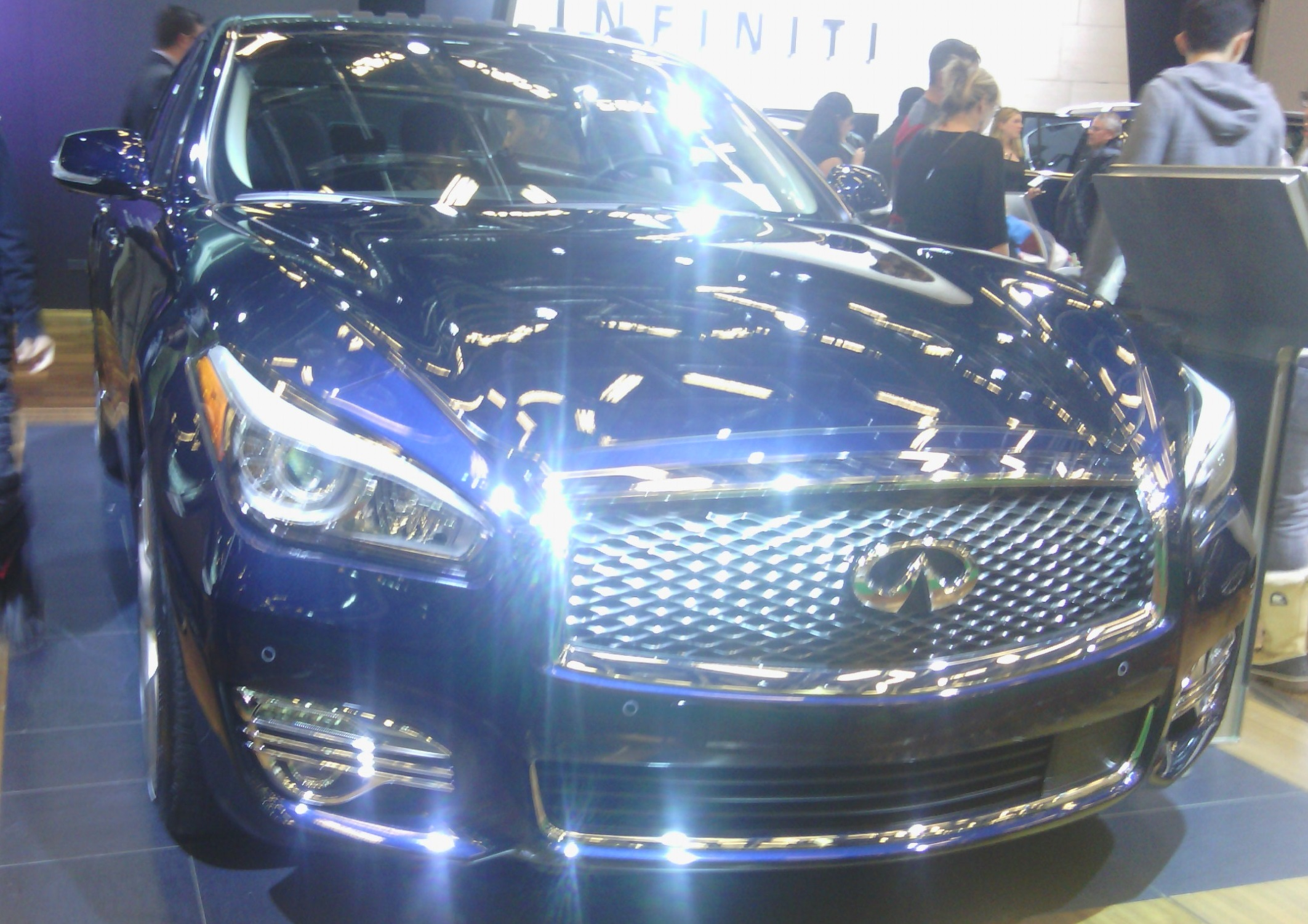
인피니티 Q70L(후기형) 후측면

## 같이 보기
- 인피니티